# Abraham Philipp Schuldt-Stiftung

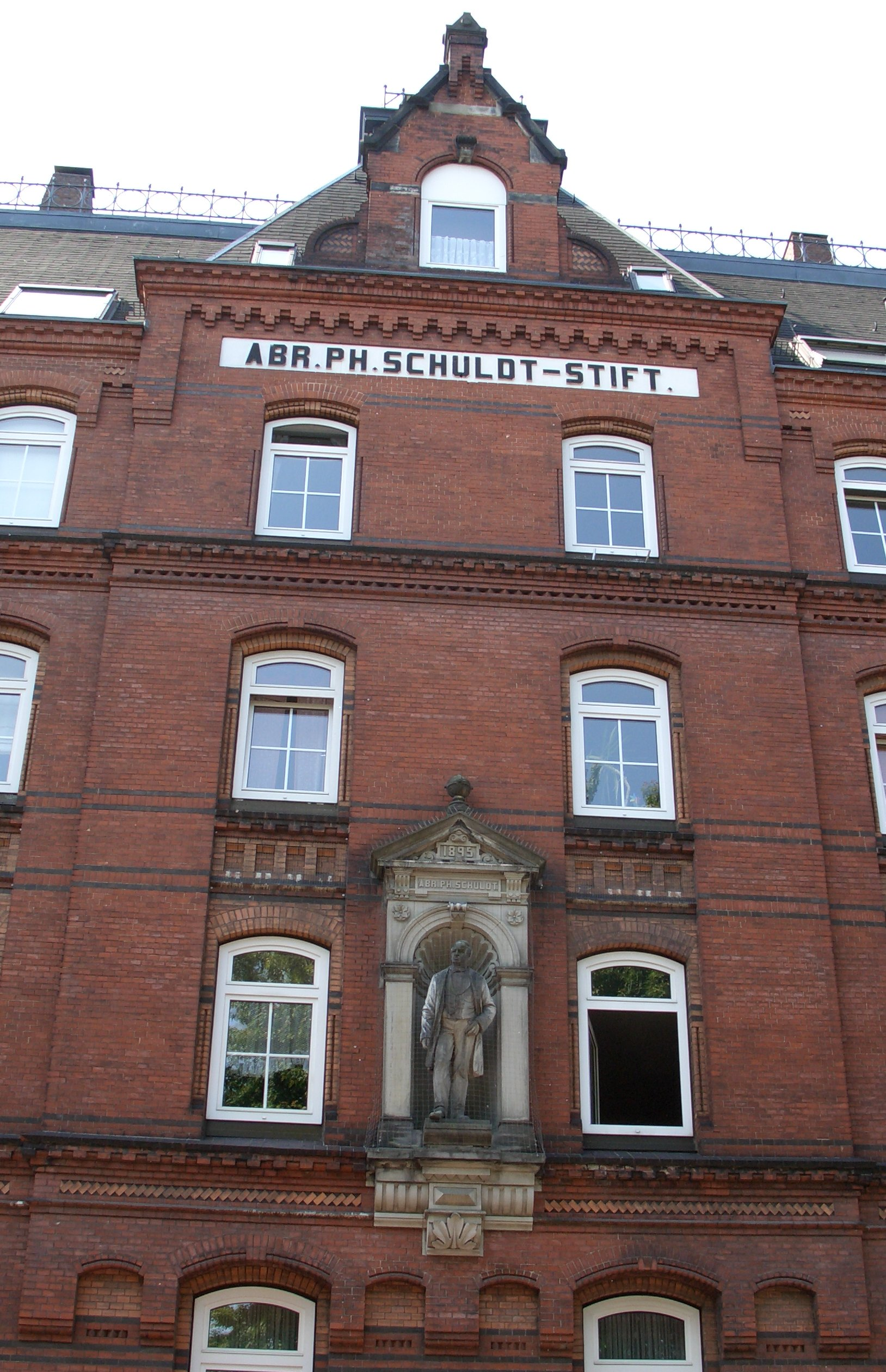
Wohnhaus der Abraham Philipp Schuldt-Stiftung mit Skulptur des Gründers in Hamburgs Neustadt hinter der Hamburger Handwerkskammer

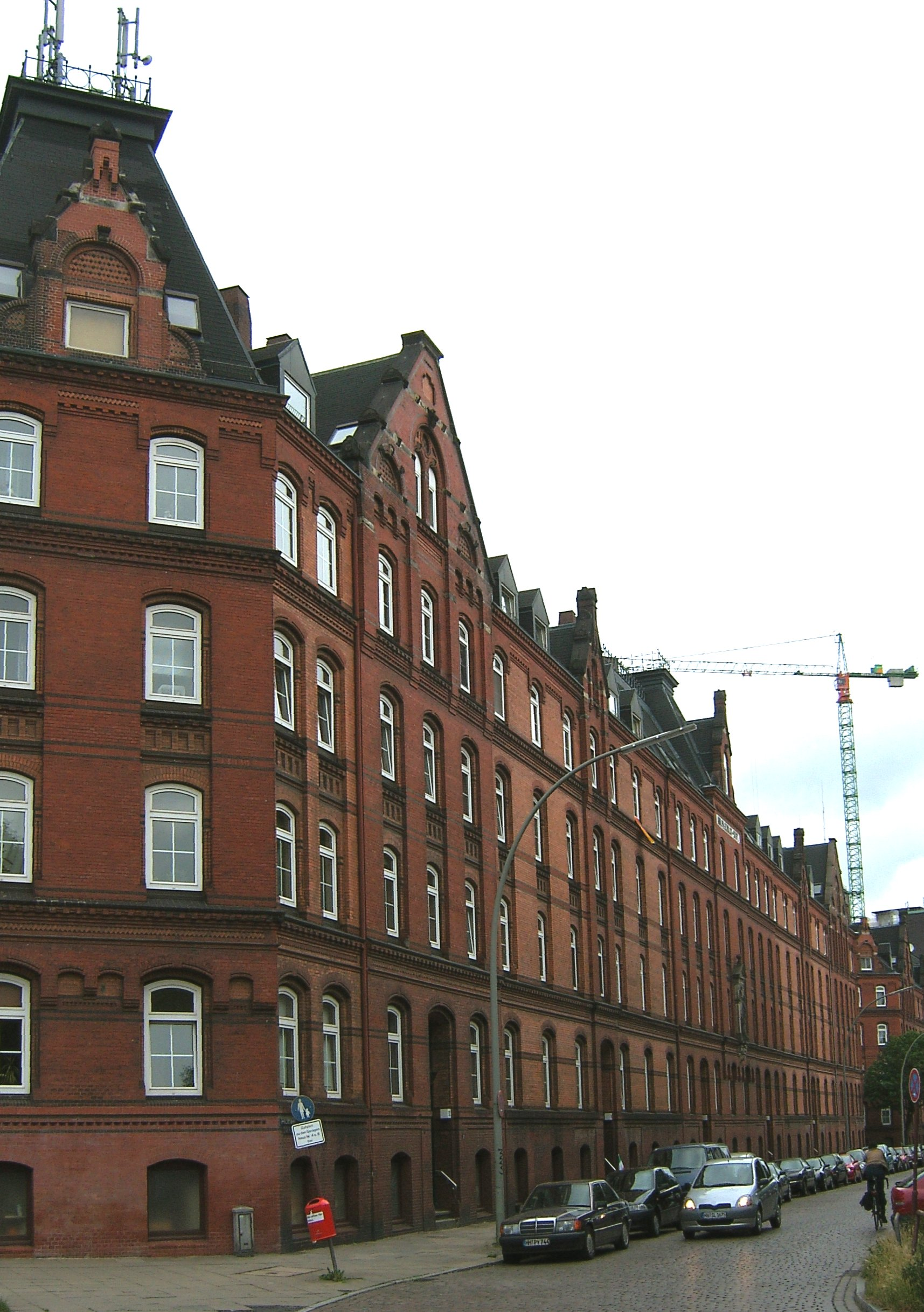
Kleinwohnungen (Küche und zwei Zimmer) der Abraham Philipp Schuldt-Stiftung in Hamburg

Die Abraham Philipp Schuldt-Stiftung ist eine nach dem Hamburger Kaufmann Abraham Philipp Schuldt (1807–1882) benannte Stiftung, die zum Ziel hat, möglichst preisgünstigen Wohnraum zur Verfügung zu stellen. Sie wurde am 28. August 1896 in Hamburg gegründet.

## Geschichte
Nach dem Tode von Abraham Philipp Schuldt sollte sein gesamtes Vermögen liquide gemacht und zur Gründung einer nach ihm benannten Wohnstiftung verwandt werden. Aus seinem Testament lässt sich folgendes entnehmen: „Die Stiftung soll die Errichtung von kleinen Wohnungen bezwecken, welche aus zwei bis drei Zimmern, Vorplatz und Küche bestehen“. Als Mieter waren respektable und unbescholtene Leute mit kleinem Einkommen vorgesehen, anders als bei anderen Stiftungen, die preiswerte oder mietfreie Wohnungen für Witwen, unverheiratete Frauen ohne Beruf, Alte und Erwerbsunfähige zur Verfügung stellten.
Zwei Drittel der Baukosten sollten aus dem Stiftungsvermögen bezahlt werden, das letzte Drittel war durch Aufnahme von Hypotheken oder Kontrahierungen von Schuldverschreibungen zu beschaffen. Die Zinsen dafür, sowie alle Gebühren, Verwaltungskosten und Reparaturen sollten aus den Mieteinnahmen bestritten werden. Die Stiftung wurde allerdings noch zu Lebzeiten des Stifters gegründet. Die Verwaltung der Stiftung übernahm Schuldt selbst und kaufte für 100.000 Mark drei nebeneinander liegende Häuser am Pilatuspool.
Nach dem Tode Schuldts ging die Leitung der Stiftung an einen fünfköpfigen Ausschuss über, dessen Vorsitzender der Bürgermeister Carl Friedrich Petersen wurde. Nachfolger wurde Heinrich Frans Angelo Antoine-Feill, der vom 8. Oktober 1892 bis 4. April 1901 Vorsitzender des Stiftungsvorstands war. Da Abraham Philipp Schuldt kinderlos gestorben und das große Vermögen des Vaters auf diverse Verwandte verteilt werden musste, war dies zunächst die Aufgabe des Vorstandes. Im Jahre 1895 fand die feierliche Grundsteinlegung eines Backsteinbaus (Block I) an den Hütten statt. Bald darauf wurde Block II am Pilatuspool errichtet. Am 21. August 1899 fand die Grundsteinlegung eines weiteren Gebäudes an der Neumayerstraße (Block III) statt. Am 15. Februar 1933 wurde Rudolf Petersen in den Vorstand gewählt. Dieser blieb bis Ende des Dritten Reiches im Amt, obwohl er nach den Nürnberger Gesetzen als „Halbjude“ galt. Während des Bombenkrieges wurden einige Gebäude teilweise zerstört. Nach dem Krieg wurde allerdings mit dem Wiederaufbau begonnen. Am 18. April 1972 konnte der Grundstein für Block IV an der Poolstraße gelegt werden. Es bestehen damit mehrere ältere Wohnblöcke in der Hamburger Neustadt (Hütten, Pilatuspool, Zeughausstraße, Seewartenstraße, Neumayerstraße und Poolstraße).